# Woodbury (Kentucky)
Woodbury es una ciudad ubicada en el condado de Butler en el estado estadounidense de Kentucky. En el Censo de 2010 tenía una población de 90 habitantes y una densidad poblacional de 246,45 personas por km².

## Geografía
Woodbury se encuentra ubicada en las coordenadas 37°11′00″N 86°38′6″O / 37.18333, -86.63500. Según la Oficina del Censo de los Estados Unidos, Woodbury tiene una superficie total de 0.37 km², de la cual 0.37 km² corresponden a tierra firme y (0%) 0 km² es agua.

## Demografía
Según el censo de 2010, había 90 personas residiendo en Woodbury. La densidad de población era de 246,45 hab./km². De los 90 habitantes, Woodbury estaba compuesto por el 98.89% blancos, el 0% eran afroamericanos, el 0% eran amerindios, el 0% eran asiáticos, el 0% eran isleños del Pacífico, el 0% eran de otras razas y el 1.11% pertenecían a dos o más razas. Del total de la población el 0% eran hispanos o latinos de cualquier raza.